# Принія пустельна
Принія пустельна (Prinia rufifrons) — вид горобцеподібних птахів родини родини тамікових (Cisticolidae). Мешкає переважно в Східній Африці. Деякі дослідники виділяли її в монотиповий рід Пустельна принія (Urorhipis), однак за результатом молекулярно-генетичного дослідження вид був віднесений до роду Принія (Prinia).

## Підвиди
Виділяють три підвиди:
- P. r. rufifrons Rüppell, 1840 — від Чаду до північного заходу Сомалі;
- P. r. smithi (Sharpe, 1895) — від Південного Судану до Танзанії;
- P. r. rufidorsalis (Sharpe, 1897) — південно-східна Кенія.

## Поширення і екологія
Пустельні таміки поширені в Чаді, Судані, Південному Судані, Ефіопії, Еритреї, Сомалі, Джибуті, Кенії, Танзанії і Уганді. Вони живуть в сухих саванах і сухих чагарникових заростях на висоті до 1800 м над рівнем моря.